# Kirby's Block Ball
Kirby's Block Ball, känt i Japan som Kirby no Block Ball (japanska: カービィのブロックボール Hepburn: Kābi no Burokku Bōru?), är ett Breakout-liknande datorspel utvecklat av HAL Laboratory och utgivet av Nintendo. Det släpptes till Game Boy i Japan 14 december 1995, i Europa i december 1995 och i Nordamerika i maj 1996. 26 oktober 2011 släpptes det till Virtual Console på Nintendo 3DS i Japan, och sedan även 9 februari 2012 i Europa och 17 maj 2012 i Nordamerika. Spelet har en poäng av 72,94% på GameRankings.